# ジェフ・アボット
ジェフ・アボット（Jeffrey William "Jeff"  Abbott, 1972年8月17日 - ）は、アメリカ合衆国ジョージア州アトランタ出身の元プロ野球選手（外野手）。左投右打。

## 経歴

### プロ入りからホワイトソックス時代
ケンタッキー大学出身。1993年のドラフトにおいてシカゴ・ホワイトソックスから32巡目で指名を受けたが、この時は契約しなかった。
翌1994年、今度はドラフト4巡目でホワイトソックスに指名され、指名から3日後の6月5日に契約に合意した。
入団後は1994年から1996年までの3年間で、マイナー通算打率.345を記録。また階級も昇格の一途を辿るなど、順調に成長を遂げた。
そしてプロ4年目の1997年6月10日、ニューヨーク・ヤンキース戦でメジャーデビューを果たした。この年は6月と9月にメジャーでプレイし、シーズンでは計19試合に出場した。
メジャー2年目の1998年には89試合に出場し、12本塁打、41打点を記録したのに加え、レフト、センター、ライトの3つのポジションをこなすなど控えの外野手として貴重な働きを見せた。
翌1999年はプロ入り以来初めて挫折の年となり、メジャーでは自己最低の17試合にしか出場出来なかった。また、2年振りにマイナーでプレイすることにもなってしまった（マイナーでは67試合で打率.318を記録）。
続く2000年は挽回して80試合に出場するも、マイナーで記録していたように高打率を記録することは出来ず、また1998年には12本を記録した本塁打が3本に減るなど長打力も鳴りをひそめ、シーズン終了後の12月にフロリダ・マーリンズへとトレードで移籍した。

### マーリンズ時代以後
こうして2001年のシーズンをマーリンズで迎えたアボットだったが、当時のマーリンズでは前年に打率.300を残したクリフ・フロイドや、後の打点王プレストン・ウィルソンらが外野の定位置を獲得していたこともあって、シーズンでは28試合の出場にとどまった。またマイナーの3チームでのプレイを余儀なくされるなど、新天地でも結果を残すことは出来なかった。
2001年のシーズン終了後にフリーエージェントとなったアボットは、翌2002年はボストン・レッドソックス傘下のポータケット・レッドソックスに所属し、100試合に出場。しかし打率.283に終わるなど、これまでの成績からすると不満の残る数字に終わってしまった。
更に2003年はシアトル・マリナーズ傘下のタコマ・レイニアーズへと移籍するもわずか4試合にしか出場出来ず、この年限りで現役を引退した。そのため、2001年9月29日のフィラデルフィア・フィリーズ戦が自身最後のメジャーでの試合出場ということになった。

## 選手としての特徴
ポジションは外野手であるという以上は決まっておらず、1999年はレフトしか守っていないものの、それ以外のメジャーでの4年間は毎年レフト、センター、ライトを最低1試合ずつは務めた。メジャー通算ではセンターを81試合、レフトを63試合、ライトを55試合守っている。

## 詳細情報

### 年度別打撃成績
| 年 度    | 球 団    | 試 合 | 打 席 | 打 数 | 得 点 | 安 打 | 二 塁 打 | 三 塁 打 | 本 塁 打 | 塁 打 | 打 点 | 盗 塁 | 盗 塁 死 | 犠 打 | 犠 飛 | 四 球 | 敬 遠 | 死 球 | 三 振 | 併 殺 打 | 打 率 | 出 塁 率 | 長 打 率 | O P S |
| -------- | -------- | ----- | ----- | ----- | ----- | ----- | -------- | -------- | -------- | ----- | ----- | ----- | -------- | ----- | ----- | ----- | ----- | ----- | ----- | -------- | ----- | -------- | -------- | ----- |
| 1997     | CHW      | 19    | 38    | 38    | 8     | 10    | 1        | 0        | 1        | 14    | 2     | 0     | 0        | 0     | 0     | 0     | 0     | 0     | 6     | 3        | .263  | .263     | .368     | .632  |
| 1998     | CHW      | 89    | 261   | 244   | 33    | 68    | 14       | 1        | 12       | 120   | 41    | 3     | 3        | 2     | 5     | 9     | 1     | 0     | 28    | 2        | .279  | .298     | .492     | .790  |
| 1999     | CHW      | 17    | 64    | 57    | 5     | 9     | 0        | 0        | 2        | 15    | 6     | 1     | 1        | 1     | 1     | 5     | 0     | 0     | 12    | 4        | .158  | .222     | .263     | .485  |
| 2000     | CHW      | 80    | 242   | 215   | 31    | 59    | 15       | 1        | 3        | 85    | 29    | 2     | 1        | 2     | 1     | 21    | 1     | 2     | 38    | 2        | .274  | .343     | .395     | .738  |
| 2001     | FLA      | 28    | 46    | 42    | 5     | 11    | 3        | 0        | 0        | 14    | 5     | 0     | 0        | 0     | 0     | 3     | 0     | 1     | 7     | 1        | .262  | .326     | .333     | .659  |
| MLB：5年 | MLB：5年 | 233   | 651   | 596   | 82    | 157   | 33       | 2        | 18       | 248   | 83    | 6     | 5        | 5     | 7     | 38    | 2     | 3     | 91    | 12       | .263  | .307     | .416     | .724  |

### 年度別守備成績
| 年 度 | 球 団 | 中堅（CF） | 中堅（CF） | 中堅（CF） | 中堅（CF） | 中堅（CF） | 中堅（CF） | 左翼（LF） | 左翼（LF） | 左翼（LF） | 左翼（LF） | 左翼（LF） | 左翼（LF） | 右翼（RF） | 右翼（RF） | 右翼（RF） | 右翼（RF） | 右翼（RF） | 右翼（RF） |
| 年 度 | 球 団 | 試 合      | 刺 殺      | 補 殺      | 失 策      | 併 殺      | 守 備 率   | 試 合      | 刺 殺      | 補 殺      | 失 策      | 併 殺      | 守 備 率   | 試 合      | 刺 殺      | 補 殺      | 失 策      | 併 殺      | 守 備 率   |
| ----- | ----- | ---------- | ---------- | ---------- | ---------- | ---------- | ---------- | ---------- | ---------- | ---------- | ---------- | ---------- | ---------- | ---------- | ---------- | ---------- | ---------- | ---------- | ---------- |
| 1997  | CWS   | 1          | 1          | 0          | 0          | 0          | 1.000      | 5          | 7          | 0          | 0          | 0          | 1.000      | 4          | 7          | 0          | 0          | 0          | 1.000      |
| 1998  | CWS   | 38         | 72         | 0          | 3          | 0          | .960       | 20         | 10         | 0          | 0          | 0          | 1.000      | 27         | 50         | 0          | 1          | 0          | .980       |
| 1999  | CWS   | -          | -          | -          | -          | -          | -          | 17         | 25         | 0          | 1          | 0          | .962       | -          | -          | -          | -          | -          | -          |
| 2000  | CWS   | 33         | 52         | 1          | 1          | 0          | .981       | 20         | 23         | 0          | 0          | 0          | 1.000      | 16         | 27         | 1          | 1          | 0          | .966       |
| 2001  | FLA   | 9          | 22         | 0          | 1          | 0          | .957       | 1          | 0          | 0          | 0          | 0          | ----       | 8          | 4          | 0          | 0          | 0          | 1.000      |
| MLB   | MLB   | 81         | 147        | 1          | 5          | 0          | .967       | 63         | 65         | 0          | 1          | 0          | .985       | 55         | 88         | 1          | 2          | 0          | .978       |